# 신규식
신규식(申圭植, 1880년 2월 22일~1922년 9월 25일)은 대한제국의 군인 출신의, 대한민국 임시정부 시대의 공화주의 독립혁명가 겸 정치인이다.
충청북도 청주 출신으로, 본관은 고령이다.
아버지는 신용우(申龍雨)이고, 차남(둘째아들)인 신규식 그의 별명은, 신성(申誠)·신목성(申木聖), 아호는 예관(睨觀)·여서(余胥)·일민(一民)·청구(靑丘)·한인(恨人) 등이 있었다. 중국식 이름으로는 신정(申檉)이라 한다.
대한제국에서 군 장교로 활동하다가 경술국치를 맞자 육군 참령으로 전역당하고, 이듬해인 1911년에 청나라 장쑤 성의 상하이로 망명해, 쑨원과 천치메이 등의 동맹회 간부들과 친교를 맺어, 결국 동맹회에 가입한 뒤 신해혁명에도 참여했다.
이어 1912년에 7월에 '동주공제'(同舟共濟)라는 뜻의 동제사(同濟社)를 조직하여 공화주의 독립혁명을 총괄 지도하였으며, 동해에 신해혁명계 인사들과 친교를 맺기 위해 신아동제사를 조직하였는데 이 단체의 총재 박은식을 비롯해 김규식과 신채호 및 조소앙, 홍명희, 여운형, 조동호, 장건상 등이 가입해 있었다. 이들은 1917년 7월에 공화주의 독립선언서인 대동단결선언을 발표했다. 1918년에 여운형을 지도하여 신한청년당의 조직을 지원했다. 3년 이후 1921년 대한민국 임시 정부 국무총리 겸 외무총장이 되어 같은해 1921년 11월 3일에 쑨원이 이끄는 국민당 중집위원회와, 쉬스창이 당시 대총통인 국민정부 시대 중화민국 대륙 본토 정부로부터 임정의 승인과 지원을 얻어내는데 결정적인 역할을 했다. 1922년에 단식으로 인해, 몸이 악화된 상태에서 병사했다.

## 생애

### 생애 초기
1880년 충청북도 청주 문의면에서 용우(龍雨)의 둘째 아들로 태어났다. 아버지 신용우는 중추원 의관(議官)을 지냈다. 어린시절 신규식은 비교적 여유 있는 유교 가문에서 태어나 자랐고, 한학을 공부하다가 한성부로 상경, 1894년 일본제국을 배척하고 사악(邪惡)을 배격하기 위해 글을 써서 사람들을 고무·격려하고 학우들과 가숙(家塾)의 동년군(同年軍)을 조직하여 훈련했다. 그 당시에 청주에 세거를 하는 고령(산동) 신씨 문중에는 조선의 천재 3인이 태어났다. 예관 신규식. 단재 신채호. 경부 신백우 이다, 이들을 보고 산동 3재라고 불리었다. 이들 모두는 후일 항일과 공화주의 독립혁명가의 생애을 살았으며 이들로 인하여 고령(산동) 신씨 문중에는 공화주의 독립혁명가들로서 약31인의 애국지사가 있으며, 이들은 구국만을 위한 고결한 생애를 살았으며 고령(산동) 신씨 문중에서는 모든것을 걸고 지원을 하였다,

### 청년기

#### 학창시절
1898년 외국어고등학교인 관립한어학교에 입학하여 중국어·한국사·지리 등을 배웠다. 그리고 조선의 천재로서 최초의 시민사회운동이었던 만민공동회에 부장급으로 활동하면서 거기에서 허위, 안창호, 이승만, 이상재, 주시경, 박은식 등과 친분을 맺게 되었고, 이때부터 공화주의자가 되었다, 이 일로 인하여 구속되어서 한어학교를 졸업하지 못하였다. 그 후 1900년 대한제국 육군무관학교에 들어갔고, 학교당국의 불합리한 처사와 부패에 대항해서 조성환과 함께 학교당국의 부정에 반발하는 동맹휴학을 모의했으나 신병으로 하향중에 모의가 실행되어 군법처형은 면했다.

#### 군인, 계몽 활동
1902년 무관학교 졸업하여 대한제국 육군 보병 참위(參尉)로 임관되어 부위(副尉)까지 진급했다. 1905년 을사늑약이 체결되자 지방 진위대와 연결하여 의병을 일으키려 했으나, 실패하자 음독자살을 시도했다. 이때 목숨은 건졌지만 오른쪽 눈 시신경이 망가져 시력을 상실, 외견상 흘겨보는 상이 되자 누군가 그를 놀렸고, 이에 신규식은 흘겨본다는 뜻으로서 스스로 예관(흘겨 볼 예, 睨. 볼 관, 觀.)이라 불렀다. 이로부터 상하이 망명시 그의 아호이자 가명으로도 활용되었다.
을사늑약에 충격을 받은 그는 을사조약 이후 쓰러져가는 나라를 구해보려고 학회를 조직하여 공업계 잡지도 발간하였으며, 계몽, 강연활동도 다녔고, 윤치호, 윤효정 등이 조직한 대한자강회와 대한협회 등 애국계몽단체에도 가담하여 활동했다.

#### 애국계몽운동
이 조의 개국 공신이었던 조선시대 명문 귀족 양반 가문으로서 정통 보수였던 고령(산동) 신씨 문중은 남이화령과 추풍령을 넘나들면서 한양을 오고가는 영호남인들의 교통중심지로서 청주목 산동지역 산내면(현, 청주시 상당구 미원,가덕,낭성면)에서 1504년 갑자사화때부터 세거해 오면서 조선말기에 산동지역의 생활 중심지인 청주시 미원면과 지경을 마주하고 있으면서 사대주의 온상이며 노론의 심장인 청천 화양동과 약200여년 동안 알력과 대립이 있었으나 고령(산동) 신씨 국반 문중의 적통을 이어 온 호족 좌장 신장록(애국지사 송암 신경구의 조부)의 수락하에 기울어지는 국운을 살리기 위하여 1880년대에 개혁을 단행하기로 하고 서구문물을 받아들이기로 하였다.
또한 화양동의 노론들과 대립과 반목을 해 온 선대들의 영향으로 신장록선생은 청주시 미원면 용곡리에서 태어난 외척조카 권병덕의 동학을 수용한 다음 용곡리 자택에서 교주 최시형 등을 지원하여 1893년 복합상문 작성 및 같은 해 2월 11일 조정에 동학도 신원을 위한 상소를 하게하는 등 동학혁명본부를 운영했으며, 이듬해 1894년 청주 목 산동지역 생활중심지였던 청주시 미원면과 지경에 있는 보은에서 약2만 여 동학혁명을 지원하였다,
한편 조선시대 관학,훈구로서 정통보수였던 문중의 개화로 인하여 1890년대에 교육을 통한 구국을 실현하고자 문중에서는 영천학계를 설립하여 1901년부터 1908년까지 순수민간 신식 사립학교 5개교로서 덕남사숙·산동학교·중동학교·청동학교(淸東學校)·문동학교(文東學校)를 청주시 지역에 설립하였다, 이로서 청주시가 교육도시의 시효가 되었다. 그 당시 씨족사회에서 중심인물들이 중심이었으며, 이들 후예들 대부분이 이후 항일과 독립투사가 되었다.
영천학계는 국호 대한민국의 제정자 우창 신석우의 부친 고재 신태휴 선생은 고종과 함께 조선의 계몽운동을 선도하면서 1906년 경상도 관찰사로 가서 경상도 최초의 신식학교 협동학교를 설립하여 경상도 전역의 개화를 이끄는 등 신태휴선생이 총감이었으며, 예관 신규식은 영천학계의 총무를 하였다.
영천학계는 고령(산동) 신 씨들의 집성지였던 3개군 1개시(청주.보은.옥천,서울)에 7개의 지부를 거느렸다. 단재 신채호. 경부 신백우. 예관 신규식 등 3인의 천재들은 선생을 하면서 친족 후예들을 가르쳤다. 그리고 1910년 경술 국치이후 단재 신채호는 블라디보스토크로, 경부 신백우는 간도로, 예관 신규식은 상하이로 망명을 하여 독립투사의 길을 갔다. 영천학계의 학교에 다니던 후예들은 자연스럽게 친족 선생을 따라서 독립투사의 길을 가게 되었다.
1907년 대한제국 군대해산 후 윤경준 파주군에 투신하여 활동한다. 윤치소·신창휴 등과 함께 광업회사를 발기하고 실업계를 계몽하기 위해 최초의 실업계 소식지로서 공업계 工業界〉라는 월간지를 창간했다. 동시에 1901년부터 문동학교(文東學校)를 비롯해서 중동학교(中東學校)와 청동학교(淸東學校) 등에 관여하여 교육활동을 하는 한편, 대한자강회와 대한협회 등에 참가했다. 그리고 1898년 경 친족 신흥우로부터 알게 되었던 나철이 창종한 민족종교 단군교 후일 일제의 탄압으로 대종교로 개명 1909년 대종교에 입교했다. 1910년 10월 경술국치 소식을 듣고 충격을 받아 집에서 다시 음독을 시도했다가 마침 그의 집을 방문한 대종교 종사(宗師) 나철에게 구명되었다. 후일 나철과 함께 대종교를 독립투쟁의 산실의 역할을 하게 하였으며 예관 신규식은 상해에 서도 본사를 책임지고 운영하면서 독립혁명의 중심으로 계도 하였다.

### 중국 망명 활동기

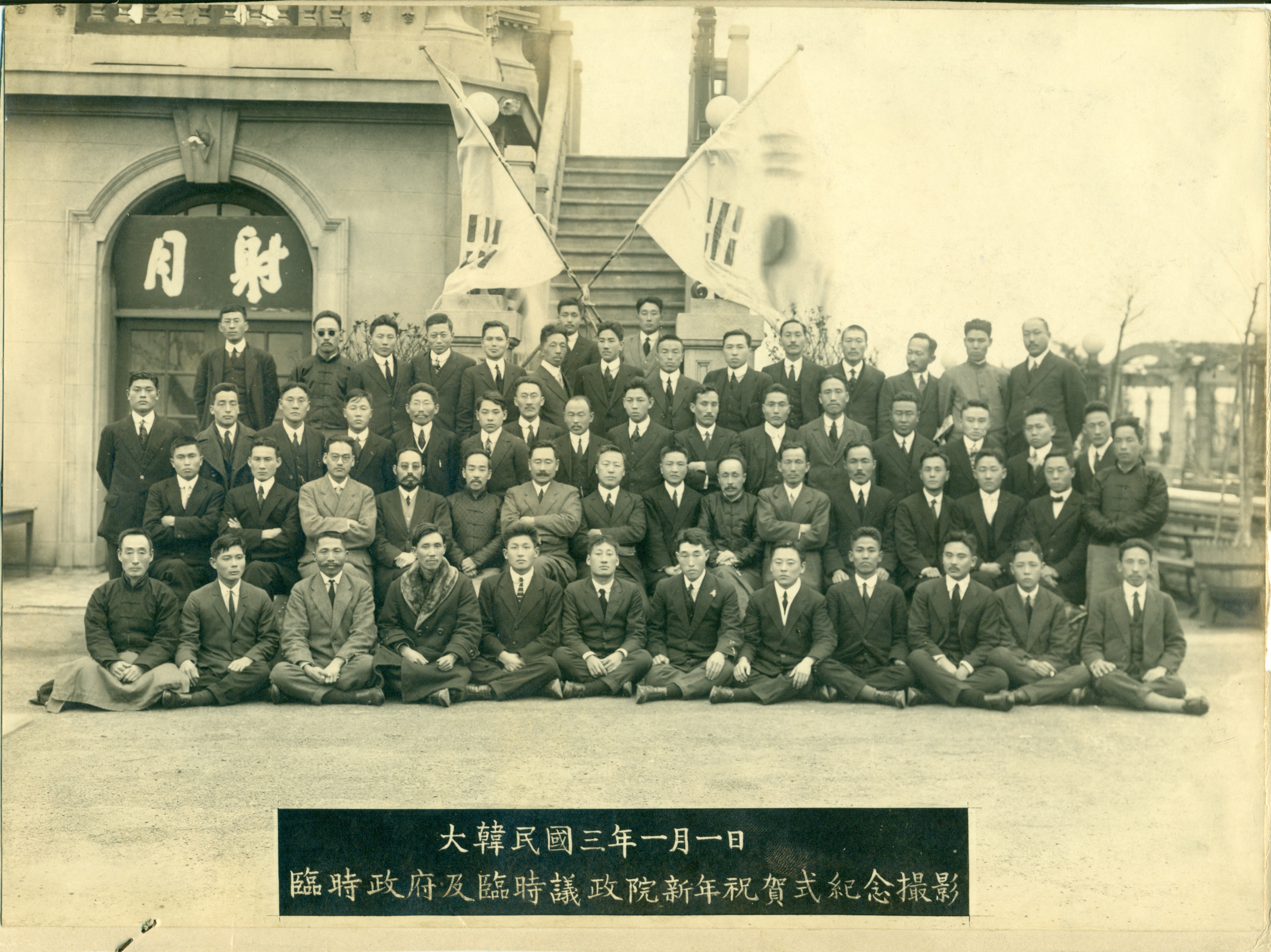
1921년 1월 1일 신년하례회. 두 번째 줄 오른쪽에서 네 번째가 신규식

#### 중국 망명과 신해혁명 가담
경술국치 이후 이듬해 1911년 청나라 상하이로 망명했다. 여기서 그는 이름을 '정'(檉)이라고 바꾸고, 중국혁명의 핵심인 민권보에 거금을 쾌척하여 재무를 담당하였으며 쑨원과 천두슈, 천치메이등 중국의 공화 혁명가들이 성공 후 한국의 공화혁명의 지원만을 약속 받았다. 신규식은 신해혁명의 성공이 곧 한국의 독립을 가져오리라고 생각했다. 1911년 3월, 쑨원이 이끄는 중국동맹회에 가입하여 천치메이와 황싱, 쑹자오런 등과 친교를 맺었다. 그 해 1911년 10월 우창 봉기와 신해혁명에 참여했다. 1911년 11월에 상하이에서 중국 동맹회 중부총회를 이끌었던 천치메이와 함께 봉기했다. 이는 신해혁명에 참여한 유일한 한국인으로 알려져 있다. 혁명에 성공한 중국의 혁명가들은 1912년 1월 1일 중화민국을 건국하였고 쑨원은 대총통으로 취임 하였다.
1913년 7월에는 위안스카이의 독재정치에 반대하기 위해 일어난 제2차 혁명에 천치메이와 함께 봉기에 참가했다.

### 공화주의 독립운동
1912년 5월 망명자들과 신규식은 상하이 교민이 늘어나면서 공화주의 독립혁명을 위하여 교민들의 상부상조를 내세운 비밀결사단체로 1912년 음력 5월 20일 동제사(同濟社)를 조직했다. 동제사는 대종교와 밀접한 연관을 맺고 있었다, 대종교는 동·서·남·북의 본사를 두고 있었으며 신규식은 서도본사 즉 상하이를 총괄하였다. 이 단체에는 신석우 박은식, 조성환, 홍명희, 신채호, 조소앙, 문일평, 여운형, 장건상 등이 참여했고, 후일 김규식 등이 참여했다, 이 조직은 한때 회원이 중국 상하이 본부에만 300여 명에 이르렀고 이외에도 베이징·톈진·만주 등과 노령(러시아)·구미(미국,유럽)·일본 각지에도 지사를 설치했다.
아울러 중국 공화혁명에서 피로 맺어진 쑹자오런, 천치메이, 뤼톈민 등 중국 국민당, 중국동맹회의 동자사들과 함께 동제사를 지원하기 위하여 비밀조직인 신아동제사(新亞同濟社)를 발기하고, 환구중국학생회(寰球中國學生會)에 가입하기도 했다.
한편 한인학생의 중국 및 구미의 각급학교 진학을 위한 예비교육기관으로서 1913년 박달학원(博達學院)을 설립하고, 윤보선, 여운형, 이범석, 정원택, 만팔호, 박영준, 조소앙 등 이후 항일과 공화주의 독립혁명의 거목들을 배출했다. 또한 군사교육을 위해서 약 10년간 100여 명의 학생들을 바오딩 군관학교, 난징 해군학교, 톈진 군수학교(天津軍需學校) 등에 입학시켰으며, 중국 공화혁명의 동지였던 탕지야오 장군 등은 신규식의 동제사 도장 날인과 신규식의 친필 서명을 휴대한 수많은 한국 청년들에게 대하여 군사학교 입학 등 독립혁명을 지원하였다. 이런 사전 활동을 통해서 1919년 대한민국 임시정부 수립과 1945년 광복이 될 때까지 한국독립혁명을 위한 모든 기반을 구축하였다.
1914년 제1차 세계대전이 일어나자 신규식은 이를 독립운동의 호기로 보고 러시아 제국의 연해주에서 온 이상설·유동열·박은식 등과 협조하여 자신의 공화주의를 보류하고 고종을 수반으로 하는 망명정부를 구상하고, 이를 위해 신한혁명단(新韓革命團)을 조직했다. 그러나, 이 계획이 실패한 뒤 곧 바로 베이징 등 화북지방의 홍명희·이회영 등 의용투쟁과 간도(동북지방)와 연해주의 김좌진·서일·홍범도 등의 무장독립 투쟁기반의 와해를 막기 위하여 대동보국단을 조직하여 지도·지휘·지원을 하였다.
1917년 피압박민족의 독립운동 분위기 속에서 박은식·조소앙 등과 국외 독립운동단체의 단결과 통일을 주장한 〈대동단결선언 (大同團結宣言)〉(국가문화재 제 652호 2015년 지정)을 했다. 대동단결 선언은 제국에서 민국으로, 왕정에서 공화정으로, 왕치에서 법치로, 신민(臣民)에서 인민(人民·市民)으로 하는 민주와 공화제 법치정부의 구성을 표방하는 새로운 나라의 건국을 천명한 것이었다. 주권불멸론에 의한 국민주권설을 정립했으며, 다양한 모든 독립혁명의 이념과 사상의 결정체로서, 이후 모든 독립혁명의 중심 토대가 되었다. 이 선언은 최초의 독립선언문이었으며, 민주와 공화의 국가 대한민국건국과 임시정부수립의 기반이 되었다. 이후 모든 독립혁명의 유럽 등지에서 독립한 작은 나라들을 언급했는데 이는 동제사 비밀요원이었으며 신규식과 결의 형제들이었던 민제호.박찬익등 정세 분석가들이 국제 정세를 읽고 있었으며, 이러한 움직임은 2년 뒤 2·8 독립 선언, 3·1 운동을 이끄는 중심이 되었다. 한편, 그 해 8월31일 스웨덴 스톡홀름 만국사회당대회에 조선사회당(朝鮮社會黨)의 명의로 조선독립요구서를 제출해 만장일치로 승인받음.

#### 임시 정부 결성 노력

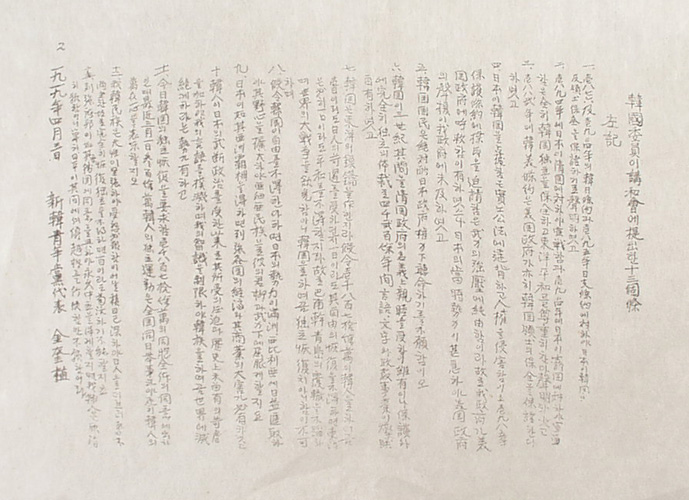
신한청년당이 파리강화회의에 제출한 13개조.

### 대한민국 임시 정부 활동기
1918년 미국 대통령 우드로 윌슨이 민족자결주의를 발표하자, 만주와 각지의 독립운동자들과 연락하여 지린에서 독립의군부를 조직하게 한다음 1915년의 대동보국단을 독립의군부로 개편하여 무오독립선언을 하게 하고, 한편으로는 박달학원 제자 여운형을 지도하여 여운형·장덕수·김철 등 6인이 발기한 신한청년당(新韓靑年黨)을 조직하게 하여 2.8동경 학생독립선언과 3.1독립혁명의 선봉에 서게 했다. 그리고 파리강화회의에 김규식을 파견하였다.
또한 선우혁, 곽경 등 동제사 비밀요원들을 평양의 남강 이승훈과 한양의 의암 손병희 등에게 파견하여 종교인들의 3.1혁명에 동참을 요청하였다. 동경에는 동제사요원 장덕수.이광수.조소앙 등을 파견하여 2.8독경 독립선언을 주도한 다음 600여명의 학생들 중에서 약395명이 동시에 귀국을 하여 각자의 고향에 가서 3.1혁명을 선도하였다.
그는 조카 신필호에게 연락하여 처자를 데려오도록 하여, 조씨 부인과 장녀 명호, 장남 상호를 상해에서 다시 만났고, 딸을 자신의 비서처럼 일하고 있던 민필호와 결혼하게 했다. 3·1 운동 후에는 한국과 만주, 연해주, 미주에서 몰려드는 지사를 맞이하기에 바빴다. 이어 4월에 여운형, 선우혁(鮮于赫)등과 함께 임시정부의 수립에 참여했으며 제4회 임시의정원회의에서 부의장이 되었다. 그러나 내부에서 주도권을 놓고 암투가 벌어지자 임시정부에 대한 실망감에 빠져 의원직마저 사퇴했다. 같은 해 9월 각지에서 만들어진 정부를 통합한 상하이 대한민국 임시정부가 수립되자 법무총장에 임명되었다.

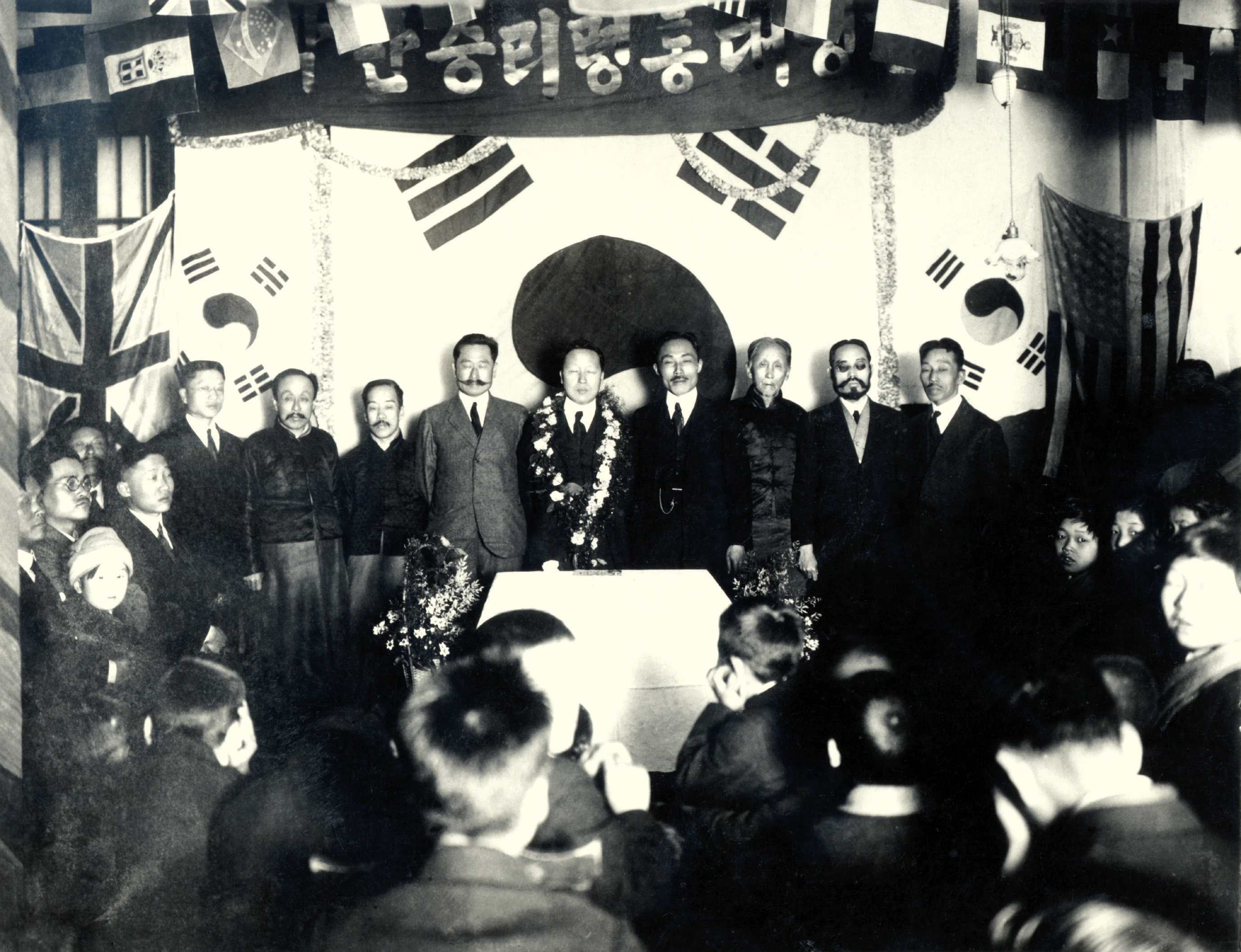
1921년 상하이에 도착한 이승만대통령 환영식
(오른쪽 두 번째 선글라스를 낀 이가 신규식, 세 번째는 안창호, 가운데는 대통령 이승만)

대통령 이승만이 정부개편문제를 둘러싸고 제안된 국민대표회의안을 수습하지 못하고 1921년 태평양회의에 참석하기 위해 미국으로 가자, 5월부터 국무총리대리와 외무총장직을 겸임했다. 10월 임시정부 국무회의에서 광둥 중화민국 정부의 북벌서사식(北伐誓詞式)에 특사로서 박찬익과 함께 참가했다. 이때 신해혁명의 동지인 쑨원을 만나 국서를 봉정한 뒤 대한민국 임시정부의 국가적 승인을 얻어내는데 그 내용은 다음과 같다.
*대한민국임시정부는 호법정부(護法政府)를 중국 정통정부로 승인하며 아울러 그 원수와 국권을 존중함
- 대중화민국 호법정부는 대한민국 임시정부를 승인할 것
- 한국학생을 중화민국 군관학교에 수용할 것
- 500만 원을 차관할 것
- 조차지대를 허락하여 한국독립군을 양성하게 할 것

1922년 태평양회의가 결말 없이 끝나고 국민대표회운동이 다시 전개되자 신규식 내각은 외교적인 실패 등의 이유로 총사퇴했다. 이승만에 대한 불신임안이 통과된 뒤 임정 내의 분열상태를 비관해 25일동안 단식하다가 '한국의 독립을 기원'하는 유언을 남기고 9월 25일 사망했다.

## 사후
- 그는 상해 훙차오로[虹橋路]만국공묘(萬國公墓)에 안장되었다.[4] 상해 만국공묘 중 송경령능원에 안장되었었다.

- 충청북도 청원군 가덕면 안치리(현, 청주시 가덕면 안치리)에는 그의 부인 한양조씨의 묘소가 조성되면서 그의 가묘가 같이 합장 형태로 조성되었다. 비문은 대한민국 전 임시정부 국무총리 예관 신규식 선생지묘 배 국부인 한양조씨 부좌로 되어 있다.

- 신규식의 사위인 석린 민필호는 백범 김구의 측근이었고, 이승만과의 인연으로 한때 초대 주 중화민국 대사로 내정되기도 했다. 신규식의 조카 신형호(申衡浩)는 이승만의 측근이었다.[5] 또 다른 조카 신준호는 신규식의 제자이기도 했던 윤보선의 차녀 윤완희와 결혼하였다.

- 대한민국 정부는 고인의 공훈을 기리기 위해 1962년 3월 건국공로훈장 대통령장(훈 2등)을 추서하였다.

- 1993년 8월 10일 중국 상해 홍교로 만국공묘 송경령능원에 있던 그의 유해를 이장, 국립서울현충원 임시정부요인 묘역 8호에 안치했다. 그가 처음 묻혔던 만국공묘 송경령능원에는 작은 돌표석이 세워졌다.

## 저서
- 《한국혼(韓國魂)》동제사 결성 때 연설한 내용을 정리
- 《아목루(兒目淚)》유고 시집

## 가족
집안 자체가 독립운동에 참여했는데, 동생인 신건식도 임시정부에 참가한 독립 운동가이다. 독립운동가 박찬익은 그의 동생 신건식의 사돈이었다. 막내동생 신동식은 임시정부의 연통제에서 활동을 하였으며, 그의 장남 신준호를 신건식과 윤보선에 의하여 1938년 예관 신규식의 아들로 양자를 보내서 대를 잇게 했으며 예관 신규식의 제자였던 대한민국 4대 대통령을 지낸 윤보선에 의하여 둘째딸 윤완희와 신준호가 1940년 결혼하여 윤보선 일가와 사돈간이 된다.
- 할아버지 : 신정휴(申定休, 1825년 ~ 1880년)
- 아버지 : 신용우(申龍雨, 1845년 ~ 1918년)
- 어머니 : 전주 최씨
  - 형 : 신정식(申廷植, 1868년 ~ ?)
    - 조카 : 신형호(申衡浩, 1891년 ~ 1960년)
    - 조카 : 신필호(申弼浩, 1893년 ~ 1952년)
    - 조카 : 신웅호(申雄浩, 1907년 ~ 1981년)
    - 조카 : 신영호(申英浩, 1911년 ~ ?)
    - 조카 : 신우호(申羽浩, 1915년 ~ 1986년)

  - 부인 : 조정완
  - 딸 : 신명호(申明浩, 1904년 ~ ?)
  - 사위 : 민필호(閔弼鎬, 1898년 2월 7일 ~ 1963년 4월 14일)
    - 외손자 : 민영수
    - 외손녀 : 민영주(閔泳珠, 1921년 ~ )
    - 외손녀사위 : 김준엽
    - 외손녀 : 민영애(閔泳愛, 1927년 ~ )
    - 외손녀 : 민영의(閔泳懿, 1929년 ~ )
    - 외손녀 : 민영화(閔泳華, 1932년 ~ )
    - 외손녀 : 민씨
    - 외손녀사위 : 이윤철(임시정부 국무위원 이광의 아들)
    - 외손자 : 민수영(閔樹榮, 1942년 ~ )

  - 아들 : 신준호(申俊浩) 1916년 ~ 1971년?)
  - 며느리 :윤완희(尹完姬) 1918년 ~ 2020년 ) 화가, 윤보선의 둘째 딸
    - 장 손녀 : 신경수(申瓊秀 1943년 ~ ?)
    - 장 손 : 신중수(申中秀, 1945년 ~ ), 독일 거주.
    - 장손부 : 이의균(1947년 ~ )
    - 차 손 : 신흥수(申興秀, 1947년 ~ )
    - 차손부 : 양향숙(1954년 ~ )

  - 동생 : 신건식(申健植, 다른 이름은 신원(申垣) 또는 신환(申桓), 신두흥(申斗興), 1889년 ~ 1963년 12월 8일)[6][7]
  - 제수 : 오건해(吳健海, 1894년 ~ 1963년 12월 25일)
    - 조카 : 신순호(申順浩, 1922년 ~ 2009년 7월 30일)
    - 조카사위 : 박영준(1915년 11월 1일 ~ 2000년 3월 27일): 독립운동가 박찬익의 아들

  - 동생 : 신동식(申東植, 1898년 ~ ?)
    - 아들(동생 동식의 장남이며 1938년 입양) : 신준호(申俊浩, 1916년 ~ ?)[8][9]
- 장인 : 조종만(趙鐘萬, 조선시대 말기에 군수를 지냄)
- 사돈 : 前 대통령 해위 윤보선(尹潽善 ,호는 해위(海葦), 1897년 8월 26일 - 1990년 7월 18일), 대한민국 제4대 대통령
- 사돈 : 박찬익(독립혁명가, 호는 남파)
- 기타 : 신세호(申世浩)
- 친족 : 신채호(申采浩, 호 단재, 독립혁명가 겸 역사가)
- 친족 : 신백우(申伯雨, 호 경부, 독립혁명가 겸 사회운동가)
- 친족 : 신석우(申錫雨, 호 우창, 독립혁명가 국호 대한민국 제청자, 조선 말기 경상도 관찰사로 경상도 지방의 개화를 선도하여 1907년 안동에 최초의 사립학교였던 협동학교를 설립하는 등 한 개화와 계몽 운동의 선각자 고재 신태휴선생의 아들로써 최고의 갑부였으나 모든 재산(조선 일보사 까지)을 독립혁명에 바쳤다). 현재, 경상북도 독립기념관은 협동학교 터에 건립되어있다,
- 친족 : 신경구(申敬求, 호 송암(松岩), 신무(申倵), 신대모(申大模) 등이다, 독립혁명가 산동(고령) 신씨 명문 귀족 가문의 호족 좌장의 직계 후예로써 정통보수인 문중을 개혁하여 신 문물을 받아들이는 등 동학혁명본부를 운영했던 선대의 뜻을 따라서 경술국치 후 상해로 망명한 신규식을 도와서 문중의 좌장으로서 문중의 거대 재산을 독립투쟁에 지원하는 등 1914년 대동보국단 참여 및 지원을 하는 등 1917년 대동단결 선언에 참여 후 기미년 3월 고향인 청주 목 산동지역 산내면(현, 청주시 미원.가덕.낭성면 보은군 내북.산외면일원과 청천면 보은군)의 독립투쟁을 이끌다가 일제의 서대문감옥에서 옥고를 치르고 나서 중국으로 망명, 이후 항일과 독립혁명을 하는 친족들을 위하여 헌신 및 1932년 쌍성보전투에 참가로 부상 후 중국에서 서거하였다.

## 참고 자료
- 대한민국 국가보훈처, 이 달의 독립 운동가 상세자료 - 신규식, 1992년 9월
- 윤명숙, 《대한영웅전 1》 (국가보훈처, 1995)

## 같이 보기
| - 파리강화회의 - 대한민국 임시정부 - 신아동제사 - 동제사 - 쑹자오런 - 쑨원 - 천치메이 - 황싱 - 신해혁명 - 조선사회당 - 신한청년당 - 이동휘 - 안병찬 | - 민필호 - 김준엽 - 윤보선 - 이승만 - 김구 - 이동녕 - 조소앙 - 김규식 - 박헌영 - 신채호 - 신성모 - 여운형 - 김립 | - 신익희 - 여운홍 - 유동열 - 윤치호 - 정인보 - 조성환 - 독립유공자로 대통령장을 수여받은 사람 |

| 전임 이동녕 | 제7대 대한민국 임시정부 국무총리 1921년 5월 16일 - 1922년 6월 | 후임 노백린 |

| 전임 이동녕 | 한반도의 정부수반 1921년 5월 16일 ~ 1922년 4월 12일 | 후임 노백린 |